# Spermophilus brevicauda
Spermophilus brevicauda (ховрах Брандта) — гризун з родини Вивіркові (Sciuridae), один з представників роду Spermophilus.

## Таксономічні примітки
Раніше вважався підвидом Spermophilus erythrogenys, але нещодавно зведений у статус виду (Harrison et al. 2003).

## Опис
Цей невеликий ховрах близько 165—210 мм завдовжки, з хвостом 31—50 мм і важить від 143 до 436 грамів. Спина вохрового кольору з помітними малими світлими плямами. Хвіст від іржавого до світло-жовтого кольору.

## Середовище проживання
Країни поширення: Китай (Сіньцзян), Казахстан. Є мало даних щодо цього виду, але він, як вважають, займає сухі степи й напівпустельні кущисті землі.

## Спосіб життя
Нори як правило, розташовані при основі чагарників. Живлення в першу чергу вегетаріанське.

## Загрози та охорона
Немає серйозних загроз виду. Не відомо, чи він присутній у будь-якій з охоронних територій.